# Nito Verdera
Joan Verdera i Escandell (Ibiza, 24 de agosto de 1934 - Ibiza, 16 de junio de 2022), conocido como Nito Verdera, fue un periodista español, además de piloto de la marina mercante y un destacado investigador sobre la vida de Cristóbal Colón. 

## Biografía
Fue miembro del Centro de Estudios Colombinos. Publicó diversos libros donde defiende que Colón fue criptojudío e ibicenco.
Abandonó la marina mercante para dedicarse al periodismo como redactor del Diario de Ibiza. También fue corresponsal de Radio Nacional de España, y colaborador de la agencia EFE, Catalunya Ràdio, Cadena COPE y Televisión Española.
Falleció el 16 de junio de 2022 a los ochenta y siete años debido a una neumonía.

## Libros publicados
- Tesis ibicenca de Cristóbal Colón: Cristòfor Colom fou eivissenc. Eivissa. 1979.
- La verdad de un nacimiento: Colón ibicenco. Madrid: Kaydeda. 1988. ISBN 84-86879-07-8.
- Cristòfor Colom, catalanoparlante. Eivissa: Mediterrània. 1994. ISBN 84-87883-36-2.
- Cristóbal Colón, originario de Ibiza y criptojudío. Eivissa: Consell Insular d'Eivissa i Formentera. 1999. ISBN 84-88018-42-8.
- De Ibiza y Formentera al Caribe: Cristóbal Colón y la toponimía. Eivissa. 2000.
- Cristóbal Colón: El Libro de las Falacias y Relación de cuatro verdades. Barcelona: Barcelona Comunicació. 2007. ISBN 9788461187225.